# Heilig Kreuz (Albersbach)

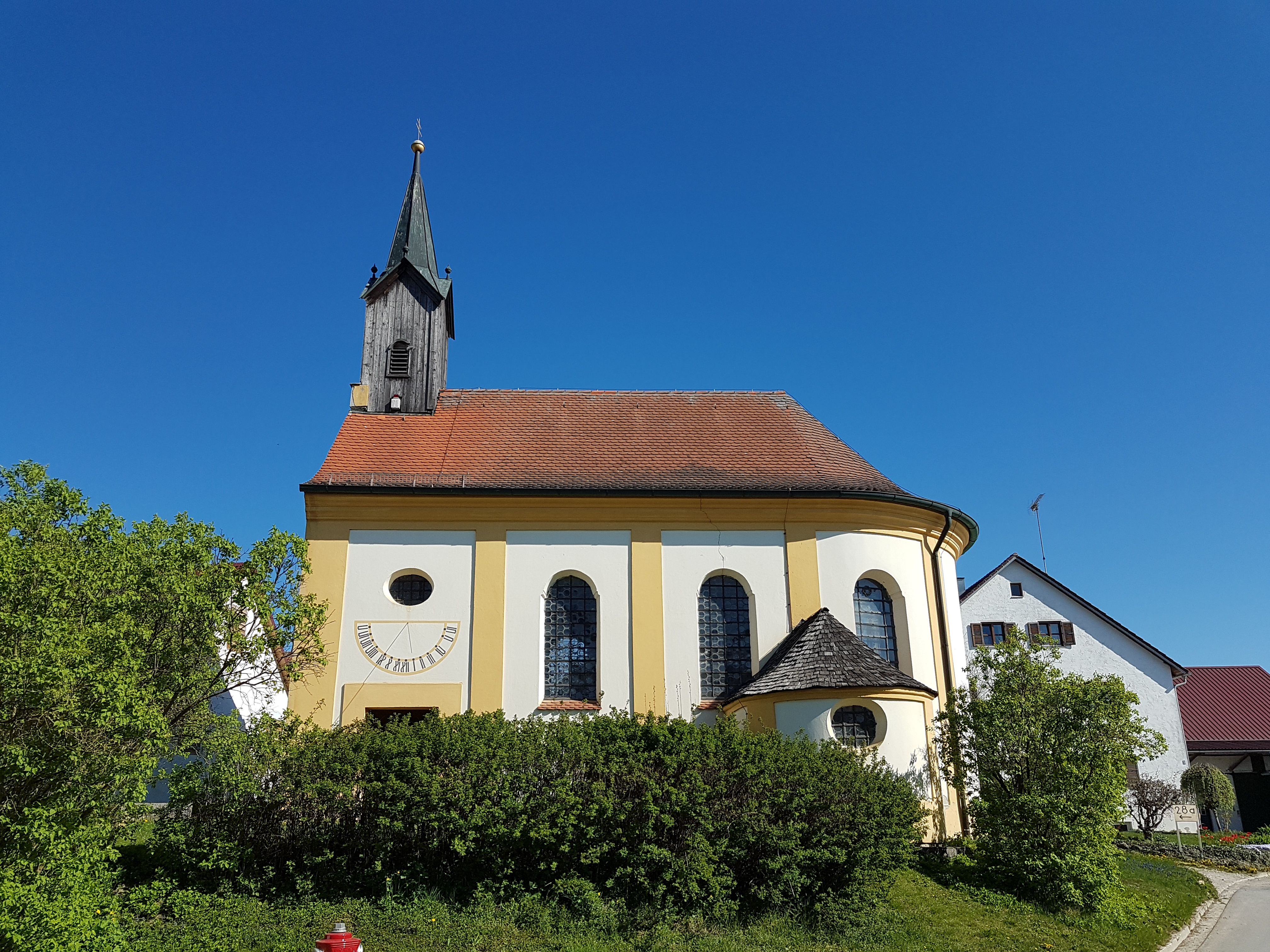
Heilig Kreuz in Albersbach

Die römisch-katholische Filialkirche und ehemalige Wallfahrtskirche Heilig Kreuz steht in Albersbach, einem Gemeindeteil von Markt Indersdorf im oberbayerischen Landkreis Dachau. Das Bauwerk ist als Baudenkmal unter der Nr. D-1-74-131-12 eingetragen. Die Kirche gehört zum Erzbistum München und Freising.

## Beschreibung
Die Saalkirche wurde zwischen 1728 und 1738 erbaut. Sie besteht aus einem Langhaus und einem halbrund geschlossenen Chor im Osten, deren Außenwände mit Lisenen gegliedert sind. Die halbrund geschlossene Sakristei befindet sich an der Südwand des Chors. Aus dem Satteldach des Langhauses erhebt sich im Westen ein quadratischer, mit Schnittholz verkleideter Dachreiter, der den Glockenstuhl beherbergt und mit einem spitzen Helm bedeckt ist. 
Der Hochaltar wurde 1717 von Johann Sebastian Degler gebaut. Er wird flankiert von geschnitzten Statuen des Augustinus von Hippo und des Franz Xaver. Die Orgel wurde 1969 von der Orgelbau Zeilhuber gebaut.